# Going the Distance
Going the Distance er en romantisk komediefilm instrueret af Nanette Burstein og med Justin Long og Drew Barrymore i hovedrollerne. Filmen begyndte sin filmning i New York i juli 2009 og blev udgivet den 3. september, 2010.

## Handling
Erin (Drew Barrymore) er en 31-årig kvinde, der har problemer med pacing hendes liv. Hun er stadig i Grad school og har for nylig fået et job som sommerpraktikant på en avis i New York. Da hun er ude med en ven på en bar, møder hun Garrett (Justin Long), der afbryder hendes spil Centipede. De to drikker sammen og ender i hans lejlighed, hvor de ryger en bong og har sex, mens Garretts værelseskammerat Dan (Charlie Day) "DJ'er deres hook up". Den næste morgen, er Erin ivrig efter at forlade stedet, men Garrett beder hende om at spise morgenmad med ham, og hun er enig. Hun fortæller ham, at hun kun er i New York i 6 uger og er ikke på udkig efter et forhold, og han er enig med hende da han lige er kommet ud at et og ønsker deres skal være afslappet.
Erin og Garrett begynder at have en 'afslappet' affære, men det bliver hurtigt dybere for dem og forårsager at Erin forsøge at overbevise sin chef om at finde hende en fast stilling. Inden udgangen af hendes praktik, skriver hun en fantastisk artikel, som forårsager at hun beder sin chef om at få tilladelse til at kontakte ham i januar med hensyn til evt jobåbninger. I mellemtiden arbejder Garrett på et pladeselskab, hvor han har til opgave at administrere et band han på ingen måde kan lide og er begyndt ikke at kunne lide sit job.
De fortsætter begge med deres affære, men da de seks uger er gået har de svært ved at give slip. Efter Garrett følger Erin til lufthavnen, siger de farvel, men lige da Erin er ved at forlade Garrett løber han efter hende og fortæller hende, at han er vild med hende og ønsker at have et langdistance forhold til hende. Hun er enig.
I løbet af de næste par måneder bruger Erin og Garrett al deres fritid på at sms'e og snakke i telefon sammen, hvor de forsøger at finde ud af tidspunkter, hvor én af dem kan flyve i. Garrett overrasker Erin ved at besøge hende på Thanksgiving og de får en meget følelsesladet genforening. Da de tager til Erins søsters hus (hvor Erin i øjeblikket opholder sig), begynder de at have lidenskabelig sex på spisebordet, mens (ubevidst for dem) Erins sviger-bror spiser aftensmad. Erins søster kommer ind og afbryder dem, hvilket skaber et akavet øjeblik. Den næste dag, er Erin og Garrett ude for at se The Boxer Rebellion, og de er enige om, at bandet er godt. Garret bliver jaloux, da han ser, at Erin er venner med Damon, en flot bartender, der arbejder med hende. Garrett er i sidste ende nødt til at gå og tager tilbage til New York.
I januar, ringer Erin til sin sommerpraktikplads-chef og spørger ham om muligheden for et job. Men han fortæller hende, at de ikke ansætter flere – at de faktisk har netop afskediget 100 medarbejdere – hvilket fører til stor frustration for Erin. Da hun ikke finder trøst i en telefonsamtale med Garrett, går hun hen og bliver fuld med Damon og kysser ham næsten, men ender med at tage hjem i stedet. Senere, nævner hendes lærer, at han anbefalede hende til en stilling på Chronicle i San Francisco, og hun går til en samtale. I mellemtiden går Garrett amok, fordi han savner Erin. Efter råd fra hans kollega forsøger han at have telefonsex med Erin, men det går ikke vellykket.

## Medvirkende
- Drew Barrymore som Erin
- Justin Long som Garrett
- Charlie Day som Dan
- Jason Sudeikis som Box
- Christina Applegate som Corrine, Erins søster.
- Kelli Garner som Brianna
- Natalie Morales som Brandy
- June Diane Raphael som Karen
- Ron Livingston som Will
- Rob Riggle som Ron
- Leighton Meester som Amy
- Peyton R. List som Kaley Arizona (slettede scener)
- Kristen Schaal som Female Bartender
- Jim Gaffigan som Phil, Corrines mand
- Sarah Burns som Harper
- Matt Servitto som Hugh
- Maria Di Angelis som Receptionist.
- Meredith Hagner som Tanning salon employee.
- Oliver Jackson Cohen som Damon
- Mick Hazen som Zeff
- Mike Birbiglia som Waiter

## Filmselskabinformation
- New Line Cinema – Studio
- Warner Bros. Pictures Distribution – Domestic Theatrical Distributor
- New Line Cinema – Domestic Theatrical Distributor

## Soundtrack
1. Generationals – "Either Way"
2. Georgie James – "Places"
3. Katie Herzig – "Hey Na Na"
4. Albert Hammond, Jr. – "In Transit"
5. The Cure – "Just Like Heaven"
6. The Pretenders – "Don't Get Me Wrong"
7. The Boxer Rebellion – "Spitting Fire"
8. Cat Power – "Could We"
9. Band Of Skulls – "Cold Fame"
10. Eels – "Prizefighter"
11. Passion Pit – "The Reeling" (Groove Police Remix)
12. Fanfarlo – "Harold T. Wilkins, Or How To Wait For A Very Long Time"
13. The Replacements – "Here Comes A Regular"
14. The Boxer Rebellion – "If You Run"
15. Gotye- "Learnalilgivinanlovin"
16. The Airborne Toxic Event – "Half Of Something Else"

Tre yderligere sange kan høres gennem et link på CD'en og den digitale deluxe version: 
1. The Boxer Rebellion – "Evacuate"
2. Joe Purdy – "Miss Me"
3. Edward Sharpe and The Magnetic Zeros – "40 Day Dream"